# Соколово (Зональний район)
Соколо́во (рос. Соколово) — село у складі Зонального району Алтайського краю, Росія. Адміністративний центр Соколовської сільської ради.

## Населення
Населення — 3181 особа (2010; 3307 у 2002).
Національний склад (станом на 2002 рік):
- росіяни — 89 %